# 布赖特瑙 (莱茵兰-普法尔茨州)
布赖特瑙是德国莱茵兰-普法尔茨州的一个市镇。总面积6.04平方公里，总人口638人，其中男性317人，女性321人（2011年12月31日），人口密度106人/平方公里。